# Castelvecchio di Rocca Barbena
Castelvecchio di Rocca Barbena (im Ligurischen: Castrevëgio) ist eine italienische Gemeinde mit 127 Einwohnern (Stand 31. Dezember 2023) in der Provinz Savona in Ligurien.

## Geographie
Die Gemeinde die aus einer mittelalterlichen Burganlage hervorgegangen ist, liegt im Val Neva an den Südhängen des Rocca Barbena (1142 Meter Höhe). Die zugehörige Siedlung Vecersio befindet sich hingegen in einem Nebental.
Castelvecchio gehört zu der Comunità Montana Ingauna und liegt in circa 60 Kilometer Entfernung von der Provinzhauptstadt Savona.
Nach der italienischen Klassifizierung bezüglich seismischer Aktivität wurde Castelvecchio di Rocca Barbena der Zone 3 zugeordnet. Das bedeutet, dass sich die Gemeinde in einer seismisch wenig aktiven Zone befindet.

## Klima
Die Gemeinde wird unter Klimakategorie E klassifiziert, da die Gradtagzahl einen Wert von 2324 besitzt. Das heißt, die in Italien gesetzlich geregelte Heizperiode liegt zwischen dem 15. Oktober und dem 15. April für jeweils 14 Stunden pro Tag.

## Sehenswürdigkeiten

### Castello dei Clavesana

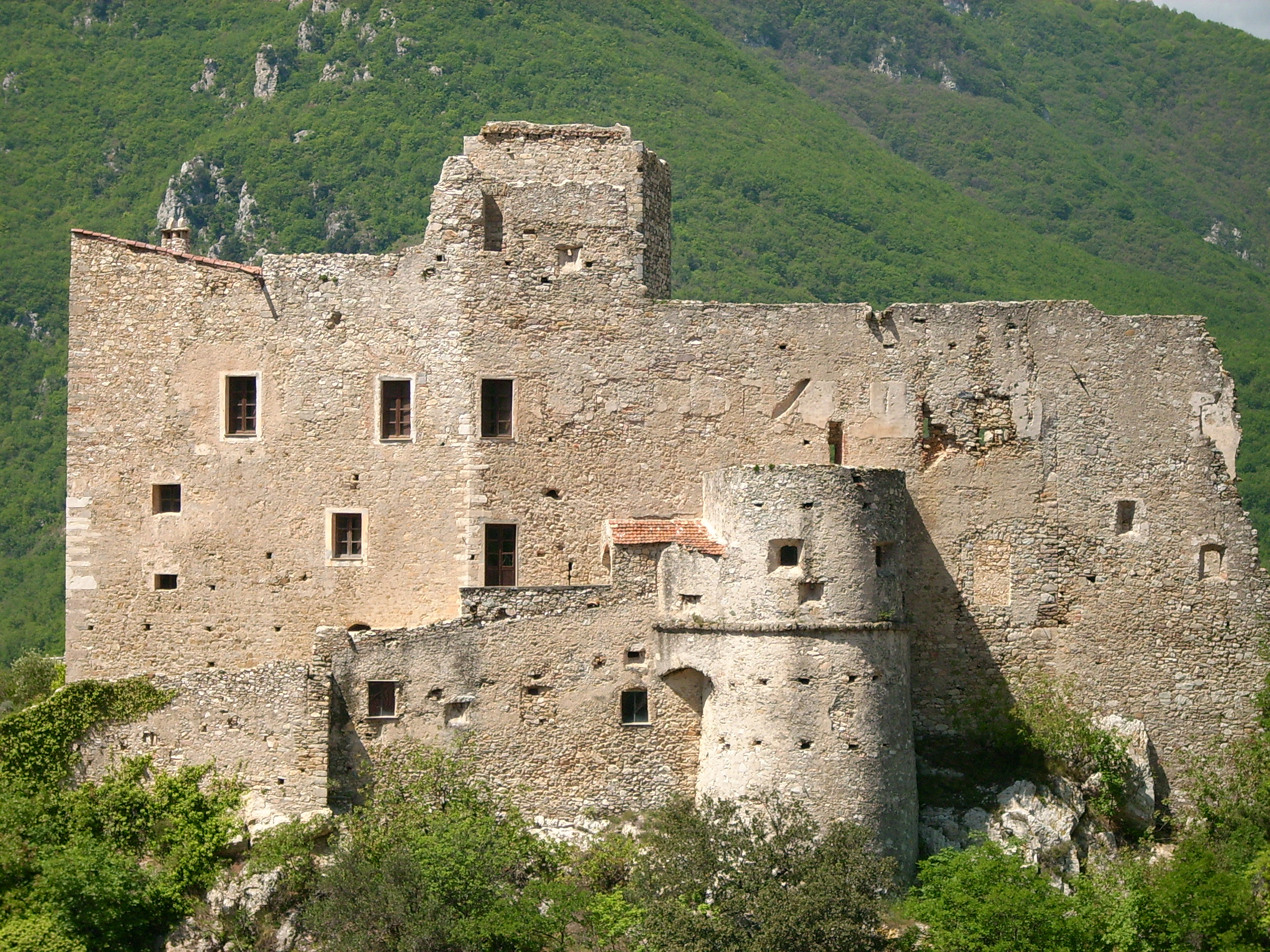
Das Castello dei Clavesana

Das Castello dei Clavesana wurde im Mittelalter von der Familie der Clavesana erbaut und 1672 bei der Belagerung durch genuesische Soldaten stark beschädigt. Von der restaurierten Burganlage hat man eine besonders gute Sicht über das Dorf, wie auch über das gesamte Tal.
2007 wurde der Gemeinde die Bandiera Arancione verliehen und ist Mitglied der Vereinigung I borghi più belli d’Italia (Die schönsten Orte Italiens).